# Looking Back in Anger
Looking Back in Anger (義不容情) er en Hong Kong/Kina-produceret tv-serie af TVB fra 1988.
Serien er en af de mest sete serier blandt kinesere i Hong Kong og kinesere rundt i verden. Indtil i dag, er det stadig den serie som er blevet udlejet flest gange på VCD[kilde mangler].
| Fjernsyn | Spire Denne artikel om et tv-program er en spire som bør udbygges. Du er velkommen til at hjælpe Wikipedia ved at udvide den. |